# Gordon J. Brand
Gordon J. Brand (Cambridge, 6 augustus 1955 - 11 augustus 2020) was een professioneel golfer die tot 2001 in de Europese PGA Tour speelde en van 2005 tot 2012 op de Europese Senior Tour.

## Biografie
Brand werd in 1976 professional en speelde twintig jaar op de Europese PGA Tour. Zeven keer stond hij in de top-30 van de Order of Merit. In 1989 behaalde hij zijn enige overwinning op de Europese Tour dankzij winst op de Volvo Belgian Open. 
In 1986 werd hij tweede bij het Brits Open achter Greg Norman. In de jaren tachtig speelde hij ook veel in Afrika op de Safari Tour, waar hij 7 overwinningen behaalde en ook drie keer de beste was in de Order of Merit van deze tour. 
Zijn gloriejaar was 1983, hij speelde toen in de Ryder Cup en in de World Cup. Een ander hoogtepunt was het winnen van de Alfred Dunhill Cup, waarbij Engeland in de finale Schotland versloeg.
Brand onderbrak na vijftien jaar zijn professionele carrière en werd referee bij de Europese PGA Tour, totdat hij vanaf 2005 in de Europese Senior Tour begon te spelen. Op deze tour behaalde hij 5 toernooizeges.
Brand overleed op 11 augustus 2020 op 65-jarige leeftijd als gevolg van een kortstondige ziekte.

### Overwinningen
| Jaar | Toernooi                                        | Tour                 |
| ---- | ----------------------------------------------- | -------------------- |
| 1981 | Ivory Coast Open                                | Safari Tour          |
| 1983 | Volvo Belgian Open                              | Europese PGA Tour    |
| 1983 | Nigerian Open                                   | Safari Tour          |
| 1986 | Ivory Coast Open                                | Safari Tour          |
| 1986 | Nigerian Open                                   | Safari Tour          |
| 1987 | Zimbabwe Open                                   | Safari Tour          |
| 1988 | Ivory Coast Open                                | Safari Tour          |
| 1988 | Leeds Cup                                       | -                    |
| 1990 | Zambia Open                                     | Safari Tour          |
| 2006 | OKI Castellón Open de España Senior             | Europese Senior Tour |
| 2006 | Arcapita Seniors Tour Championship              | Europese Senior Tour |
| 2007 | DGM Barbados Open                               | Europese Senior Tour |
| 2008 | The De Vere Collection PGA Seniors Championship | Europese Senior Tour |
| 2008 | Travis Perkins plc Senior Masters               | Europese Senior Tour |

## Teamdeelnames
- Ryder Cup:1983
- World Cup: 1983
- Alfred Dunhill Cup namens Engeland: 1986, 1987 (winnaars)
- Four Tours World Championship: 1986